# Macrocypraea zebra
Macrocypraea zebra är en snäckart som först beskrevs av Carl von Linné 1758.  Macrocypraea zebra ingår i släktet Macrocypraea och familjen Cypraeidae. Inga underarter finns listade i Catalogue of Life.

## Bildgalleri

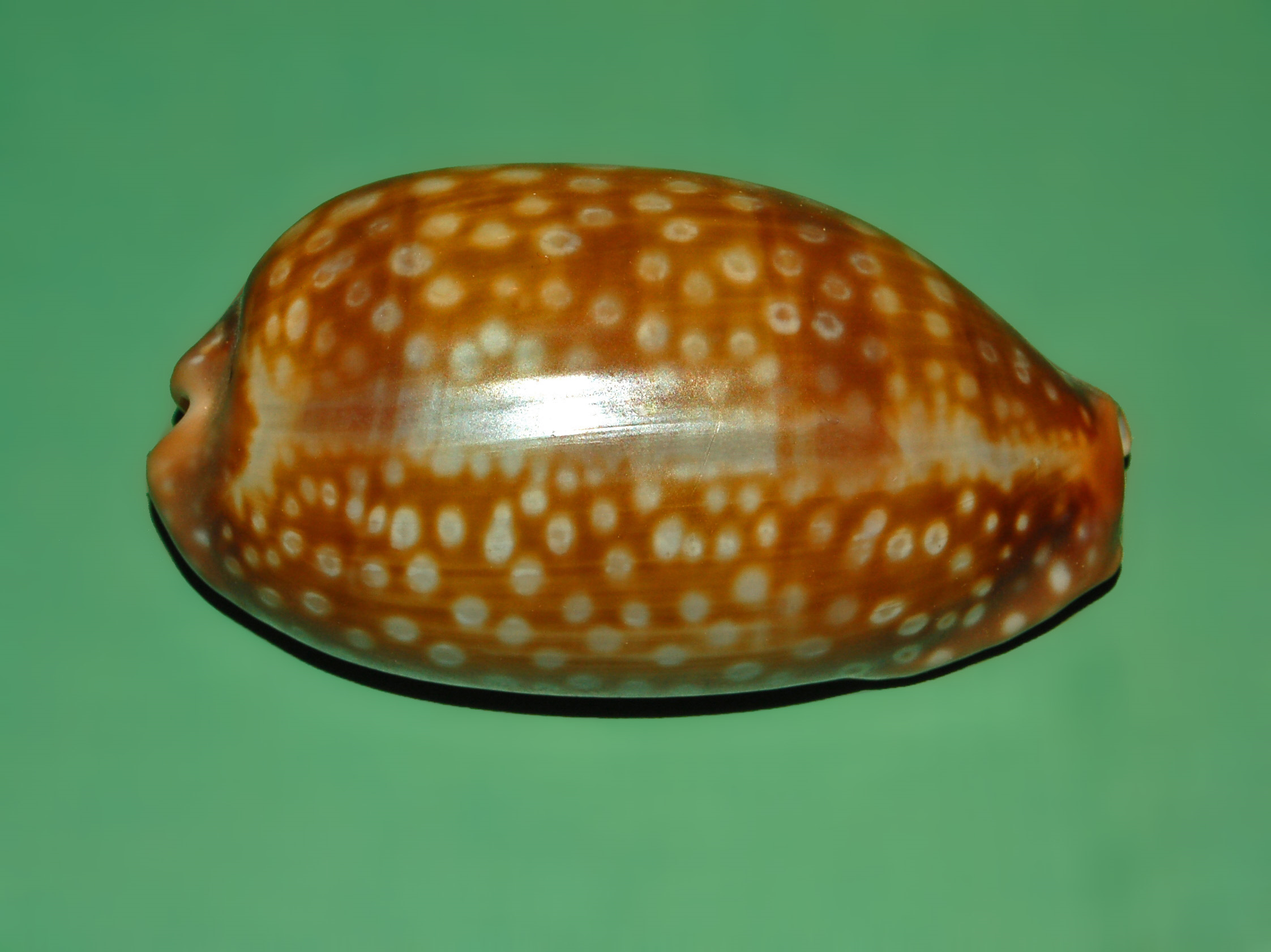
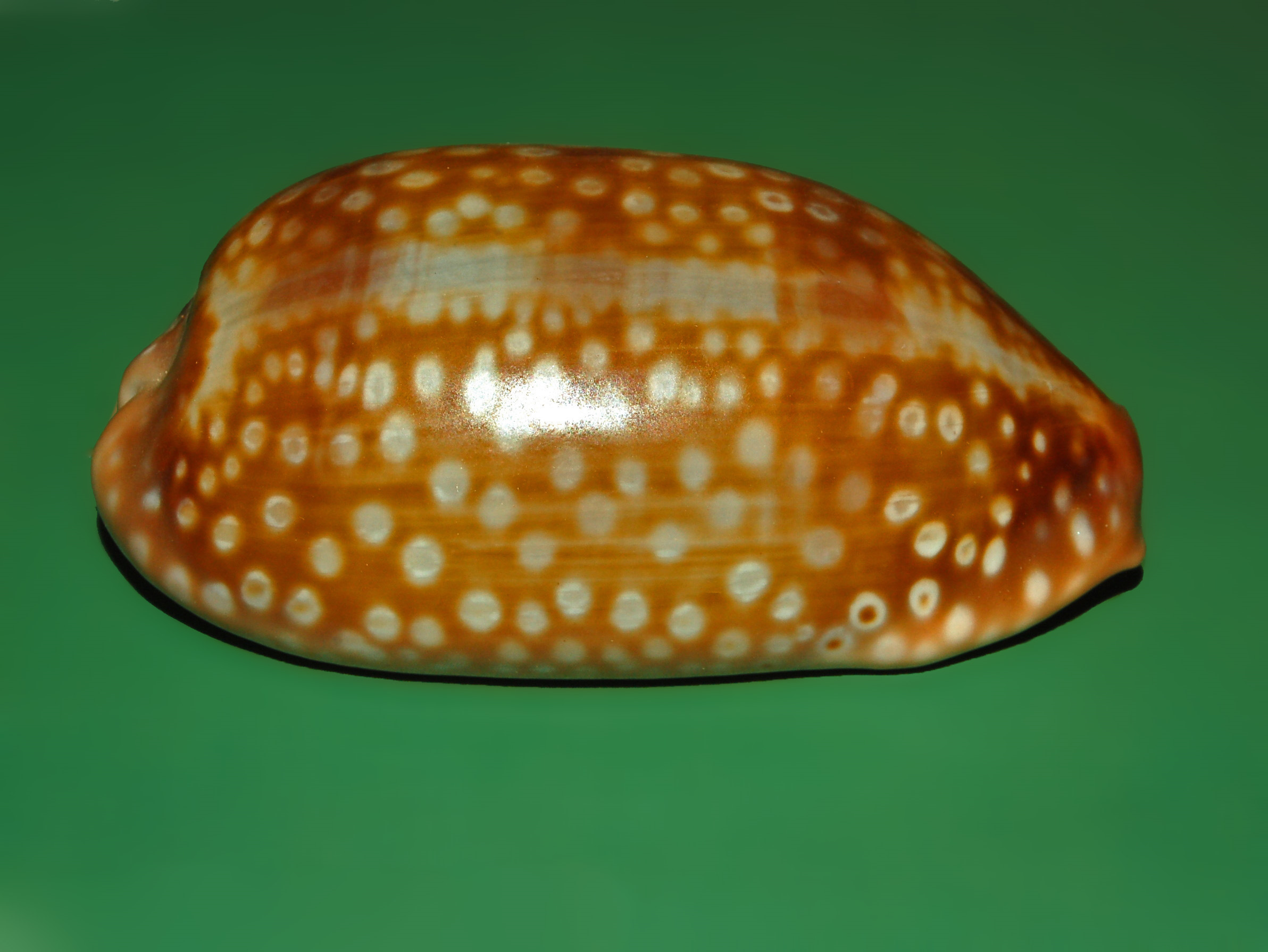
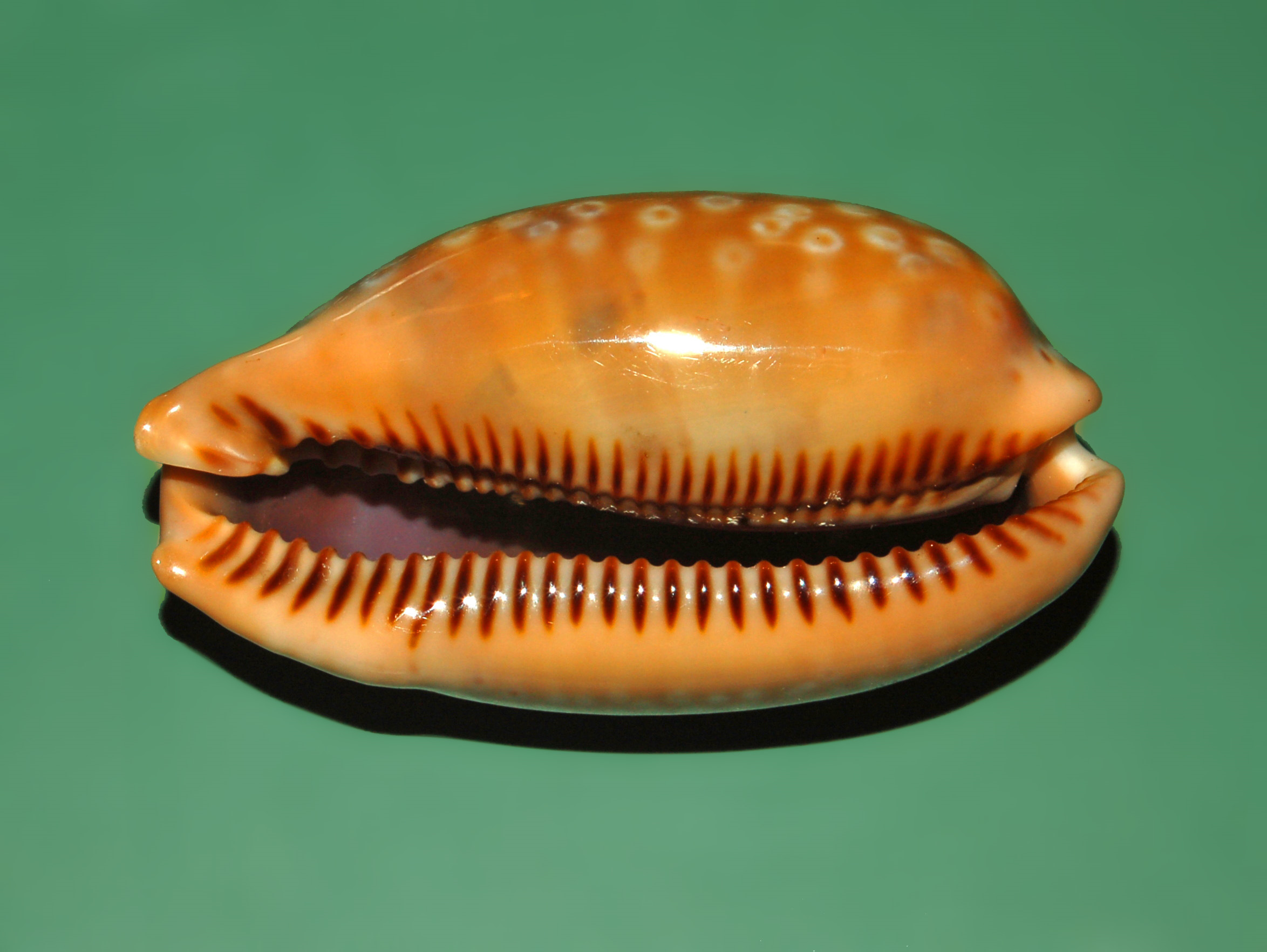